# Romeo Paparesta
Romeo Paparesta (Bari, 14 ottobre 1944) è un ex arbitro di calcio italiano.

## Biografia
Il figlio Gianluca è un ex arbitro di calcio.

## Carriera
Conta 107 direzioni di gara in Serie A, 97 in Serie B e 43 in Coppa Italia. Esordì nella massima serie durante la stagione 1977-1978, dirigendo la partita L.R. Vicenza-Atalanta terminata 2-2. Terminò la carriera nel 1989.
È stato presidente della Commissione Nazionale di Reclutamento dell'AIA.